# Victoria (Schiff, 1936)
Die Victoria war ein Passagierschiff, das 1936 in Dienst gestellt und nach einer bewegten Laufbahn 2004 abgewrackt wurde.

## Geschichte

### Dunnottar Castle(1936–1959)

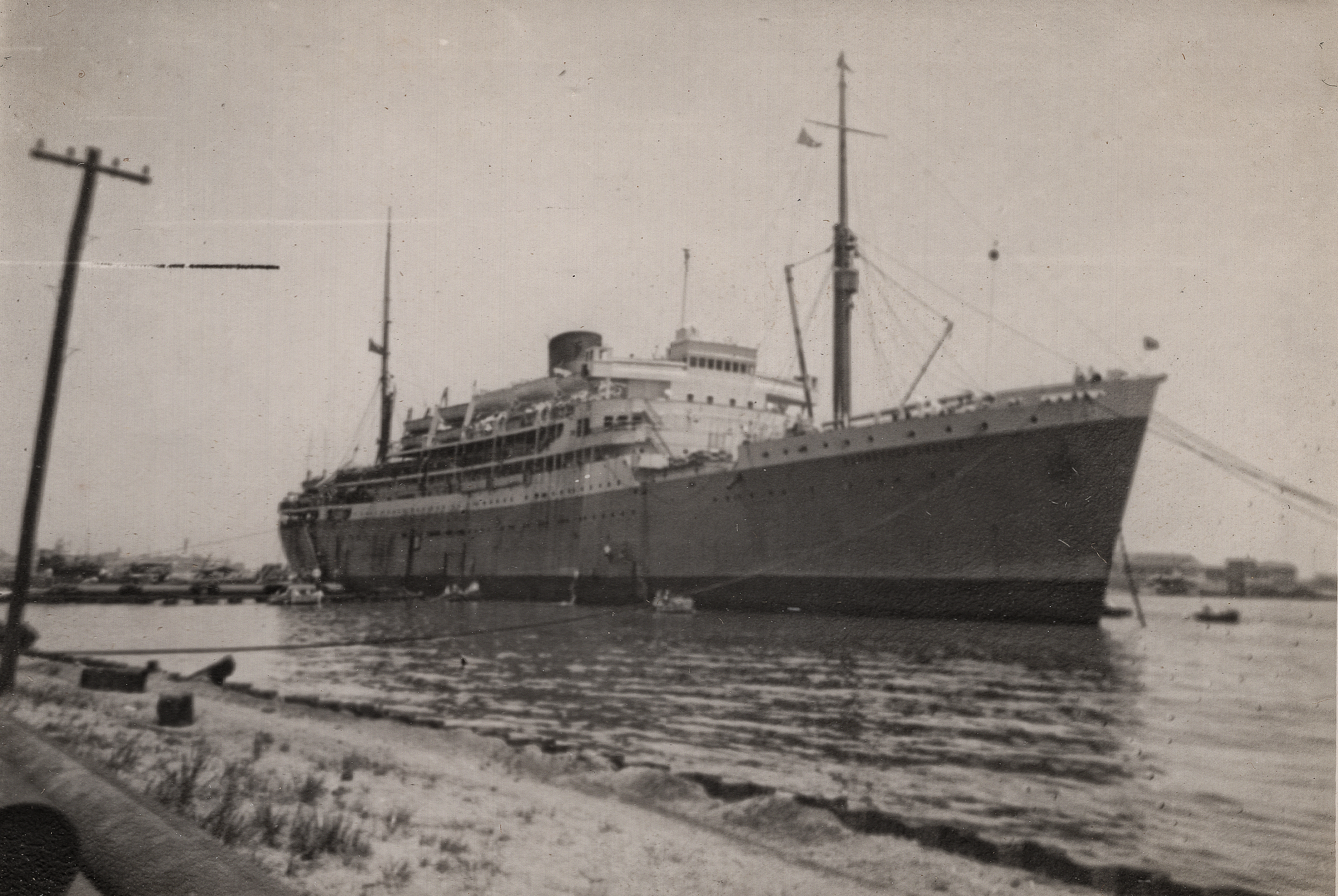
Dunnottar Castle kurz nach dem Zweiten Weltkrieg in Ägypten, noch als Truppentransporter

Das Schiff wurde 1936 als Dunnottar Castle unter der Baunummer 959 auf der Werft Harland & Wolff in Belfast gebaut. Der Stapellauf erfolgte am 25. Januar 1936. Am 27. Juni des Jahres wurde es an die Union-Castle Mail Steamship Company in London abgeliefert und danach im Liniendienst von Southampton nach Afrika eingesetzt. Heimathafen des Schiffes war London.
Nach Ausbruch des Zweiten Weltkrieges wurde die Dunnottar Castle, wie auch ihr 1940 von einem deutschen U-Boot versenktes Schwesterschiff Dunvegan Castle, von der Royal Navy requiriert, zum bewaffneten Hilfskreuzer umgebaut und von der Royal Navy eingesetzt. Von 1942 bis 1948 diente es als Truppentransporter.
1948 wurde das Schiff an die Union-Castle Line zurückgegeben und nach entsprechendem Umbau wieder im Liniendienst von Southampton nach Afrika eingesetzt.

### Victoria(1959–1977)
1958 wurde das Schiff von der Incres Steamship Co. gekauft und kam unter liberianischer Flagge mit Heimathafen Monrovia in Fahrt. 1959 wurde die Victoria auf der Wilton-Fijenoord-Werft bei Rotterdam in ein Kreuzfahrtschiff umgebaut. Dabei erhielt das Schiff auch eine neue Maschinenanlage. Anschließend wurde es als Victoria für Kreuzfahrten entlang der Ostküste der USA und in die Karibik eingesetzt.
Im Jahr 1964 wurde das Schiff an die Victoria Steamship Co in Monrovia, eine Tochtergesellschaft der schwedischen Reederei Clipper Line aus Malmö, verkauft und bis 1975 weiterhin für Kreuzfahrten in den USA und der Karibik eingesetzt.  1975 kam das Schiff unter griechischer Flagge mit Heimathafen Piräus in Fahrt.

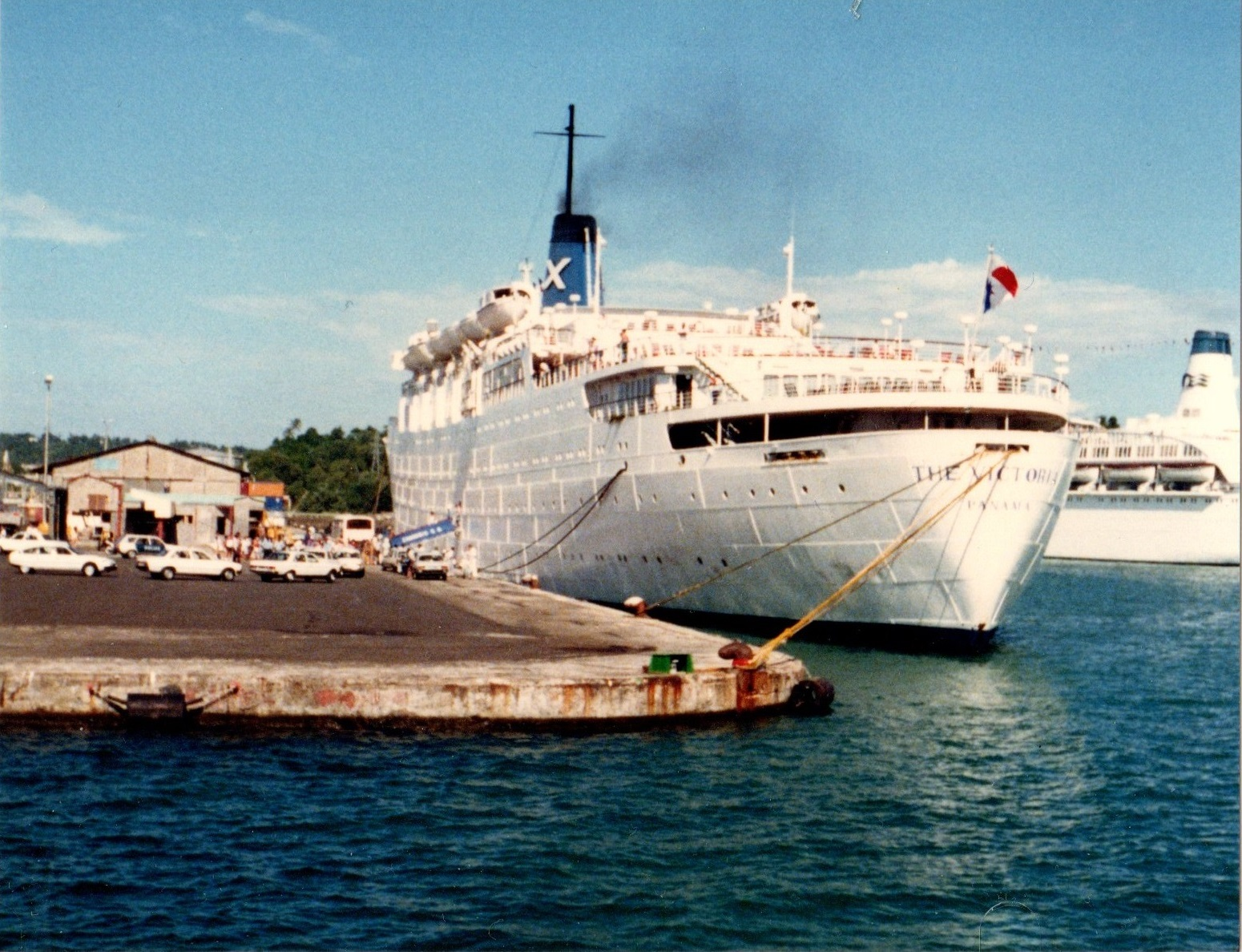
Als The Victoria in Fort-de-France, November 1986

### The Victoria(1977–1993)
1977 wurde das Schiff an die Reederei Chandris verkauft und als The Victoria für Kreuzfahrten in der Karibik und in Europa eingesetzt. 1987 wurde das Schiff renoviert.

### Princesa Victoria(1993–2004)
1993 wurde es von der Louis Cruise Lines gekauft, renoviert und unter dem Namen Princesa Victoria zu Kreuzfahrten im östlichen Mittelmeer eingesetzt. Sie fuhr unter zypriotischer Flagge mit Heimathafen Limassol.
Das Schiff wurde während der Expo 98 in Lissabon zusammen mit der World Explorer und der Italia Prima als Hotelschiff verwendet und 1999 in Limassol aufgelegt. Ab 2000 wurde die Princesa Victoria wieder für Kreuzfahrten eingesetzt, 2001 diente sie im Rahmen des G8-Gipfels in Genua erneut als Hotelschiff, ehe sie ab 2002 in der Bucht von Eleusis aufgelegt wurde.

### Victoria(2004)
Im April 2004 wurde das Schiff in Victoria umbenannt und ab dem 7. August 2004 in Alang (Indien) abgewrackt.